# Ferar Cluj
El Ferar Cluj o Kolozsvári AC fou un club de futbol romanès (nascut hongarès) de la ciutat de Cluj-Napoca.

## Història
Fou fundat el 1907 com a Kolozsvári Atlétikai Club, ingressant a la lliga hongaresa. Després de la Primera Guerra Mundial, la ciutat esdevingué part de Romania, ingressant en aquesta lliga, arribant a segona divisió. Durant la Segona Guerra Mundial retornà a Hongria, però el 1945 retornà a Romania amb el nom Ferar KMSE. La temporada 1943-44 fou finalista de la copa hongaresa. El 1948 es fusionà amb el CFR Cluj.
Evolució del nom:
- 1918-1919: Kolozsvári Atlétikai Club
- 1919-1940: Clubul Atletic Cluj
- 1940-1945: Kolozsvári Atlétikai Club
- 1945-1948: Ferar KMSE